# Bungo (langage)
Pour les articles homonymes, voir Bungo.
 (janvier 2011).
Le bungo (文語) est le nom donné à la langue classique et littéraire, japonaise, en opposition au kōgo, langue d'écriture actuelle inspirée du japonais parlé.

## Histoire
Bungo et kōgo diffèrent notamment sur le plan grammatical. Les différences lexicales ne sont pas en reste non plus : nombre de mots sont tombés en désuétude, d'autres ont changé de sens. Les emprunts au Chinois sont aussi plus fréquents en Japonais moderne (le vocabulaire civilisationnel est très sinisé aujourd'hui). Malgré le fossé entre langue écrite et langue orale que son existence induisait, le bungo fut la principale langue d'écriture au Japon jusqu'à la fin des années 1940.
Aujourd'hui encore, le bungo est présent dans de nombreuses tournures du japonais moderne. Il ne jouit certes plus du prestige qu'il connaissait jusqu'à la fin de la seconde guerre mondiale, mais il reste toujours une matière obligatoire à l'école pour tous les élèves japonais. La place du bungo de nos jours au Japon n'est en effet aucunement comparable, par exemple, à celle de l'ancien français ou du roman en France. Car si l'on peut lire sans trop de grandes difficultés un texte du XVIe écrit en français pré-moderne, il n'en va pas de même pour un texte de la même époque au Japon. La langue de cette époque est en effet trop différente du moderne kōgo.
Ceci s'explique principalement pour deux raisons. En premier lieu, le bungo est resté dans sa structure à peu près identique au cours des siècles. Il ne faut pas entendre par là que le bungo serait resté une langue figée tout au long de son histoire, mais qu'il s'appuyait sur un modèle classique bien défini : la langue telle qu'elle était parlée à l'époque Heian vers le Xe – XIe siècle. Le bungo a certes évolué au fil du temps mais il ne s'est jamais départi de ses origines antiques. De là, le bungo constitue une langue à part entière, avec ses propres modalités.

## Littérature
L'épineux problème pour tout Japonais s'intéressant un tant soit peu à la littérature de son pays et désirant la lire dans le texte est donc d'acquérir un minimum de bases en bungo. Sans cela, c'est la quasi-totalité du champ littéraire japonais qui lui échappe : en fait, toute la littérature dite classique, qui va du VIIIe à la fin du XIXe siècle, à laquelle s'ajoutent de multiples écrits jusqu'à l'après-guerre. Alors que le kōgo a une histoire particulièrement récente (il naît dans les années 1880), le bungo occupe une place de choix jusqu'au début des années 1950. Impossible donc, pour un Japonais cultivé qui se respecte, d'en faire l'économie. On peut en un sens rapprocher la place que tient le bungo au Japon à celle que tenait jadis le latin en occident, encore que cette comparaison serait davantage appropriée au kanbun (sorte de chinois japonisé utilisé autrefois par les élites japonaises).
Une analogie idéale ne peut être, sur ce plan, qu'anachronique : imaginons par exemple Émile Zola écrivant dans une langue proche de celle que parlait Hugues Capet. Cette dernière, même si elle était morte aujourd'hui, occuperait alors en France une place de première importance dans le domaine culturel. C'est le cas du bungo au Japon.

## Lebungoaujourd'hui
De nos jours, seul le kōgo est utilisé, dans la langue orale comme dans la littérature, mais grammaire et vocabulaire du bungo sont parfois mobilisés pour donner un effet de style, ou pour corriger une ambiguïté grammaticale que le kōgo ne parviendrait pas à éviter. Les ressources du bungo sont en effet souvent appréciables, même chez les écrivains modernes, pour rendre des impressions difficilement exprimables dans la langue moderne. On compte en outre de nombreuses expressions figées issues du bungo et passées telles quelles dans la langue moderne. Par exemple ii ("bon, bien") qui devient parfois yoshi! en exclamative.

## Distinctionsbungo/kōgoetkogo/gengo
On distingue au Japon les dichotomies bungo/kōgo (文語/口語) et kogo/gengo (古語/現語). La première (« langue écrite/langue parlée ») concerne surtout les différences grammaticales entre le japonais classique et le japonais moderne. La seconde (« langue ancienne/langue moderne ») a plutôt trait aux évolutions lexicales. On aura donc des grammaires de bungo (文語文法, bungo bunpō) et des dictionnaires de kogo (古語辞書, kogo jisho), mais l'inverse n'est pas vrai : on n'aura jamais des dictionnaires de bungo ou des grammaires de kogo.